# Paysage avec le mariage d'Isaac et Rebecca
Paysage avec le mariage d'Isaac et Rebecca, aussi connu comme Paysage avec des danseurs et Le moulin, est une peinture à l'huile sur toile réalisée par le peintre français du Baroque Claude Lorrain en 1648. Elle est conservée à la National Gallery de Londres.

## Historique de l'œuvre
Claude Lorrain est un peintre français établi en Italie. Appartenant à la période de l’art baroque, il s’inscrit dans le courant du classicisme français, dans lequel il excelle dans la peinture de paysage. Dans son œuvre, il reflète un nouveau concept dans l’élaboration du paysage en se basant sur des références classiques, le « paysage idéal », qui met en évidence une conception idéale de la nature et du monde intérieur de l’artiste. Cette façon de traiter le paysage lui donne un caractère plus élaboré et intellectuel et devient l’objet principal de la création de l’artiste, de la mise en forme de sa conception du monde, de son interprétation de sa poésie, qui évoque un espace idéal et parfait.
Cette œuvre est réalisée pour le cardinal Camillo Francesco Maria Pamphili, neveu du pape Innocent X, mais peu avant sa livraison, éclate le scandale de sa renonciation pour épouser Olimpia Aldobrandini, à la suite de quoi il doit s’exiler pendant quatre ans. Le tableau est finalement vendu  à Frédéric-Maurice de La Tour d'Auvergne (1605-1652), duc de Bouillon, général de la marine pontificale.
Peu après, l’ancien cardinal commande une seconde version du tableau, Paysage avec des danseurs (1648, Galerie Doria-Pamphilj, Rome), puis avec un autre titre Vue de Delphes avec une procession (1650, Galerie Doria-Pamphilj, Rome).
Le tableau reste en possession de la famille gouvernant le duché de Bouillon jusqu’en 1803, sauf pendant la Révolution française, période pendant laquelle il est réquisitionné, puis propriété de la famille Erard à Londres, puis de la famille Angerstein, jusqu’à son acquisition par la National Gallery en 1824.
La toile comporte une inscription originale intitulée MARI[AGE] DISAC AVEC REBECA et est signée CLAVDIO. G.L.I.N. V. ROMAE 1648 F.
Ce tableau est le pendant de L'Embarquement de la reine de Saba (1648, National Gallery, Londres).
Cette œuvre figure sous le numéro 113 dans le Liber Veritatis, le cahier de dessins où Claude notait toutes ses œuvres pour éviter les falsifications, avec l'inscription « quadro faict per l'excellentmo sig principe Panfil ».

## Description et analyse

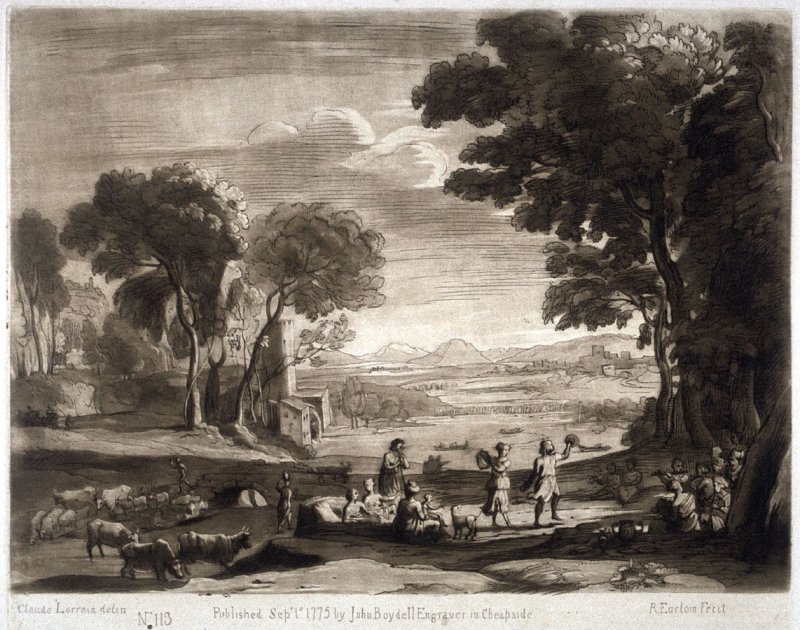
Dessin 113 du Liber Veritatis correspondant au tableau.

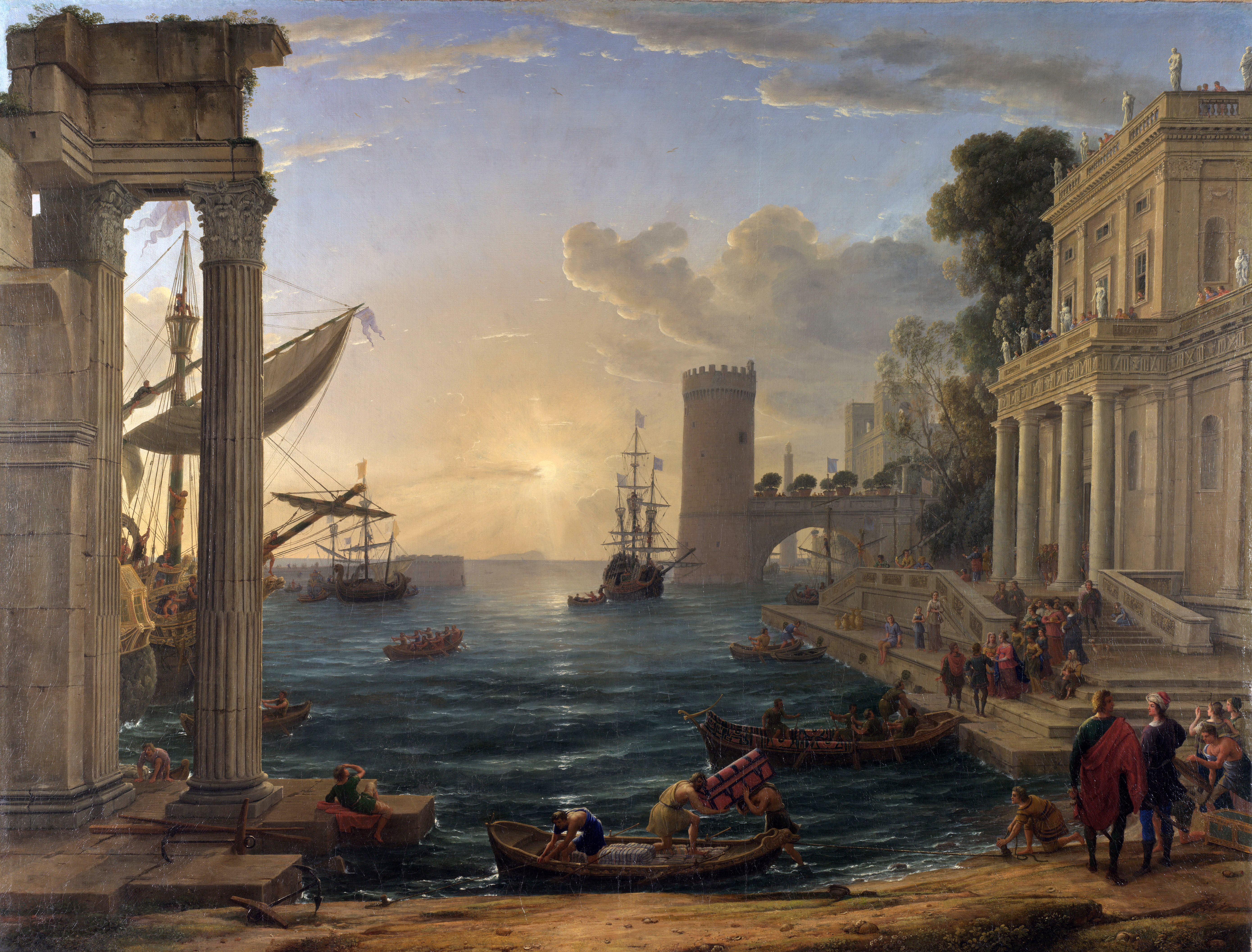
L'Embarquement de la reine de Saba, son pendant.

Ce paysage appartient à la période de maturité de l’artiste. À cette époque, Claude est l’un des plus célèbres peintres de paysage d’Europe, honoré par des souverains comme Urbain VIII et Philippe V (roi d'Espagne). Dans les années 1640, il est influencé par Raphaël à travers les gravures de Marcantonio Raimondi, en particulier pour les personnages, ainsi que par Annibale Carracci et Le Dominiquin, comme dans ses œuvres Paysage avec saint Georges et le dragon (1643), Paysage avec Apollon gardant les troupeaux d’Admetus (1645) et Paysage avec Agar et l'ange (1646).
Le paysage domine la quasi-totalité de la composition, une image typique de la campagne romaine que Claude a l’habitude de représenter dans ses œuvres. Le thème représenté, le mariage entre Isaac et Rebecca, est un simple prétexte pour situer des figures humaines dans le paysage représenté par Lorrain, qui est son véritable intérêt, fait habituel pour cet artiste. En bas à droite du tableau, les mariés dansent, entourés des autres participants au mariage. Sur le côté gauche, un berger conduit son troupeau. Au centre se trouve une rivière sillonnée de barques de pêcheurs ; au fond se trouve un pont. En arrière-plan, à gauche, on aperçoit derrière un bosquet un groupe de bâtiments parmi lesquels un moulin à eau est couronné d’une haute tour de forme ronde ; à côté du moulin, des lavandières lavent du linge dans la rivière. En arrière-plan à droite, derrière les grands arbres qui dominent le côté droit du tableau, on distingue une ville au loin. Le fond supérieur du tableau est dominé par un ciel bleu limpide, sillonné de quelques nuages.
Doretta Cecchi soutient que la scène originale devait probablement s’inspirer de la mythologie gréco-romaine, auquel cas son pendant, L'Embarquement de la reine de Saba, aurait plus probablement été un Embarquement de Cléopâtre, en accord avec le goût du commanditaire, comme on peut le constater dans d’autres œuvres commandées par le cardinal Pamphili à Claude : Paysage avec Apollon gardant les troupeaux d’Admetus (1645, Galerie Doria-Pamphilj, Rome), Paysage avec Céphale et Procris réunis par Diane (1645, National Gallery, Londres) et Paysage avec bergers (1646, musée des Beaux-Arts de Budapest). C’est donc probablement l'acquisition par le duc de Bouillon qui aurait motivé le changement de titre pour un thème religieux.
Selon Anthony Blunt, la composition du tableau dénote une influence très nette du Dominiquin, alors que quelques détails, comme les récipients de droite, sont inspirés de Nicolas Poussin.